# Издигане на знамето на Иво Джима
„Издигане на знамето на Иво Джима“ (на английски: Raising the Flag on Iwo Jima) е историческа фотография от Втората световна война.
Заснета е от военния кореспондент на Associated Press Джо Розентал. Запечатала е повторното издигане на Държавния флаг на САЩ на най-високата точка на остров Иво Джима – планината Сурибачи, от петима морски пехотинци и медик от ВМС на САЩ на 23 февруари 1945 г., по време на битката за Иво Джима, която е сред най-кръвопролитните битки по време на регионалната Тихоокеанска война.
Впоследствие се нарежда в САЩ сред най-знаменателните и разпознаваеми снимки от войната, а също и сред най-възпроизвежданите снимки в историята. За тази си снимка Розентал още същата година е награден с наградата „Пулицър“.

## Знаме над Иво Джима

### Битка за остров Иво Джима
От 19 февруари до 26 март 1945 г., по пътя си към Япония, армията на САЩ води боеве за остров Иво Джима, част от архипелага Огасавара. В действията участват Морската пехота, ВМФ и ВВС. Командир е генерал-лейтенант Холанд Смит.

### Първо и второ издигане на знамето
След ожесточени боеве на 23 февруари е превзета планината Сурибачи и на върха ѝ е издигнат американският държавен флаг в чест на победата. Малко по-късно американското командване в лицето на секретаря на отбраната на САЩ решава да го замени с по-голям (според някои сведения го е поискал като сувенир).
Отначало са само 4 войници, които се затрудняват при издигането на новия, по-голям и по-тежък флаг. На помощ им се притичат други 2-ма и така общо 6 души участват в паметното за САЩ събитие: Айра Хейс, Майк Странк, Рени Гагнон, Харлън Блок, Франклин Съзли и Джон Брадли.
В следващите битки 3 герои от издигналите знамето на победата са убити: Майк Странк, Харлън Блок и Франклин Съзли.

## Данни
- Фотографията на Розентал достига до печатницата и е разпространена от Associated Press в рамките на седемнадесет и половина часа след заснемането ѝ – удивително кратък период за онези времена.
- По-късно същата година за снимката му е присъдена с наградата „Пулицър“ като това е единствената снимка за която наградата е присъдена още в същата година на заснемането.
- Иво Джима е първата японска територия, над която се е развял американски флаг.
- Първият флаг е бил с приблизителни размери 140 х 70 cm, докато вторият е бил с приблизителни размери 250 х 150 cm, а теглото на самия прът е било около 45 kg.[2][3][4]
- Понастоящем и двата флага се намират в Националния музей на морската пехота на САЩ в Куантико[5][6]

## Филми
Историческото събитие е тема във филмите „Пясъците на Иво Джима“ (1949) и „Аутсайдерът“ (1961) – с участието на Тони Къртис, а през 2006 г. Клинт Истууд създава филмите „Писма от Иво Джима“ и „Знамената на нашите бащи“.

## Други
- През юли 1945 г. Пощенската служба на Съединените щати пуска пощенска марка със събитието, а през 1995 г. издава друга, част от серията от 10 марки, отбелязваща 50-годишнината от Втората световна война, а впоследствие и още няколко марки, свързани със събитието.[7]
- През 2005 г. Монетният двор на Съединените щати пуска възпоменателен сребърен долар, изобразяващ издигането на знамето.[8]